# Leonard Hagström
Leonard Hagström i riksdagen kallad Hagström i Kyrktåsjö, född 20 juni 1881 i Tåsjö församling, död 6 augusti 1947 i Tåsjö församling, var en svensk hemmansägare och högerpolitiker. 
Hagström var riksdagsledamot i första kammaren 1934-1940, invald i Västernorrlands läns och Jämtlands läns valkrets. I riksdagen skrev ha 10 egna motioner, bland annat om anslag till gödselvårdsanläggningar och till Jordbrukarungdomens förbund, om effektivare åtgärder för skogsbetets inskränkande samt om statliga och kommunala beredskapsarbeten.